# David Lee (cestista 1983)
David Lee (St. Louis, 29 aprile 1983) è un ex cestista statunitense, professionista nella NBA.

## Biografia
Lee è sposato con la tennista Caroline Wozniacki.

## Carriera

### High school e college
Lee era un giocatore molto stimato nella Chaminade College Preparatory School (Missouri). Per natura mancino, è diventato essenzialmente ambidestro quando si ruppe il braccio e imparò a giocare con la mano destra. Prima di giocare per la University of Florida, faceva parte della squadra McDonald's All-American Game e aveva vinto una Slam Dunk competition nel 2001.
Al college ha frequentato la University of Florida, giocando per i Florida Gators in NCAA.

### NBA (2005-2017)

#### New York Knicks (2005-2010)
Lee è stato scelto dai Knicks con la loro terza scelta al primo giro (30º assoluto) nel Draft NBA 2005, venendo dopo Channing Frye e Nate Robinson. Ha firmato con il team il 1º luglio 2005.
Lee ha avuto il ruolo di ala grande titolare nei Knicks per 13 gare di fila tra il dicembre 2005 e il gennaio 2006. Ha totalizzato 23 punti con il 10 su 11 al tiro, insieme a 15 rimbalzi e 3 rubate in 52 minuti quando i Knicks hanno sconfitto i Phoenix Suns dopo 3 tempi supplementari il 2 gennaio 2006. Quei 23 punti rappresentano il suo career-high ma ha pareggiato il suo career-high di 15 rimbalzi contro i Washington Wizards il 15 novembre 2006 e poi lo ha battuto il 18 dicembre catturandone 20 contro i Utah Jazz.
Lee ha realizzato in media 5,2 punti (col 59,6% al tiro) e 4,5 rimbalzi a partita da rookie giocando mediamente 16 minuti in 67 partite.
Con l'infortunio occorso a Channing Frye, Lee ha esordito da titolare nella stagione 2006-07 contro i Chicago Bulls il 28 novembre 2006.
Il 16 dicembre 2006 è stato uno dei dieci giocatori espulsi nella rissa tra i Knicks e i Denver Nuggets. Tuttavia non era coinvolto nella rissa e non venne sospeso dalla federazione.
Il 20 dicembre 2006 dopo due tempi supplementari contro i Charlotte Bobcats, con 0,1 secondi alla fine, Lee ha realizzato il canestro della vittoria con un tap-in senza infrangere la Trent Tucker Rule, per cui un giocatore non può tentare un tiro dal campo con meno di tre decimi di secondo alla fine della partita. Benché tale regola viene generalmente applicata per i "jump shot", il canestro tentato da Lee è il primo di sempre a essere realizzato con 0,1 secondi alla fine, dopo la Trent Tucker Rule.
Fino alla pausa per l'NBA All-Star Weekend del 2007, aveva in media 11,1 punti col 61,05% al tiro (primo nella lega), una percentuale dell'80,0% ai tiri liberi, 10,8 rimbalzi (ottavo in NBA) e 1,8 assist in 30,9 minuti a partita.
Il 16 febbraio 2007, Lee, che giocava per i Sophomore, ricevette gli onori di MVP nel Rookie Challenge, finendo con 30 punti col 100% dal campo (14 su 14 con 2 su 2 dai liberi) e 11 rimbalzi.

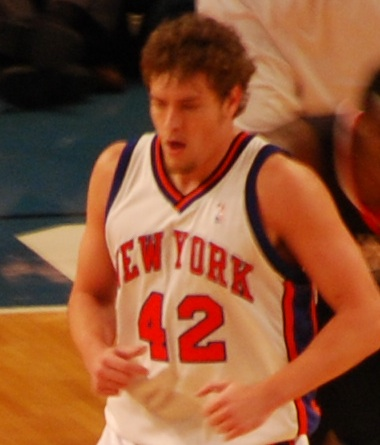
Davide Lee con la canotta dei New York Knicks.

Il 23 febbraio 2007, nella partita contro i Milwaukee Bucks, cadde sul piede di Andrew Bogut, slogandosi la caviglia. La prima diagnosi per lui fu di stare a riposo solo pochi giorni, ma quasi tre settimane dopo l'infortunio non era ancora in grado di giocare. Venne dunque riesaminato e il medico trovò che aveva una slogatura molto più grave di quella originariamente diagnosticata. Lee ha giocato solo sporadicamente per alcune gare della fine della stagione.
Viene scelto all'All-Star Game 2010 per rimpiazzare l'infortunato Allen Iverson, e diventa il primo giocatore dei New York Knicks a giocare un All-Star Game 8 anni dopo che Latrell Sprewell e Allan Houston giocarono l'ultimo nel 2001.

#### Golden State Warriors (2010-2015)
Alla fine della stagione 2009-2010 i Knicks lo cedono ai Golden State Warriors ricevendo in cambio Anthony Randolph, Kelenna Azubuike (successivamente tagliato) e Ronny Turiaf.
Lee firma con i Warriors un contratto di 13,3 milioni all'anno per 6 anni.
Nel febbraio 2013 viene votato per andare a giocare con il team della Western Conference all'All-Star Game, dove anche in questo caso come successo a New York diventa il primo giocatore degli Warriors a giocare un All-Star Game a 16 anni dall'ultima volta (anche in questo caso l'ultimo fu Latrell Sprewell che giocò l'All-Star Game nel 1997).

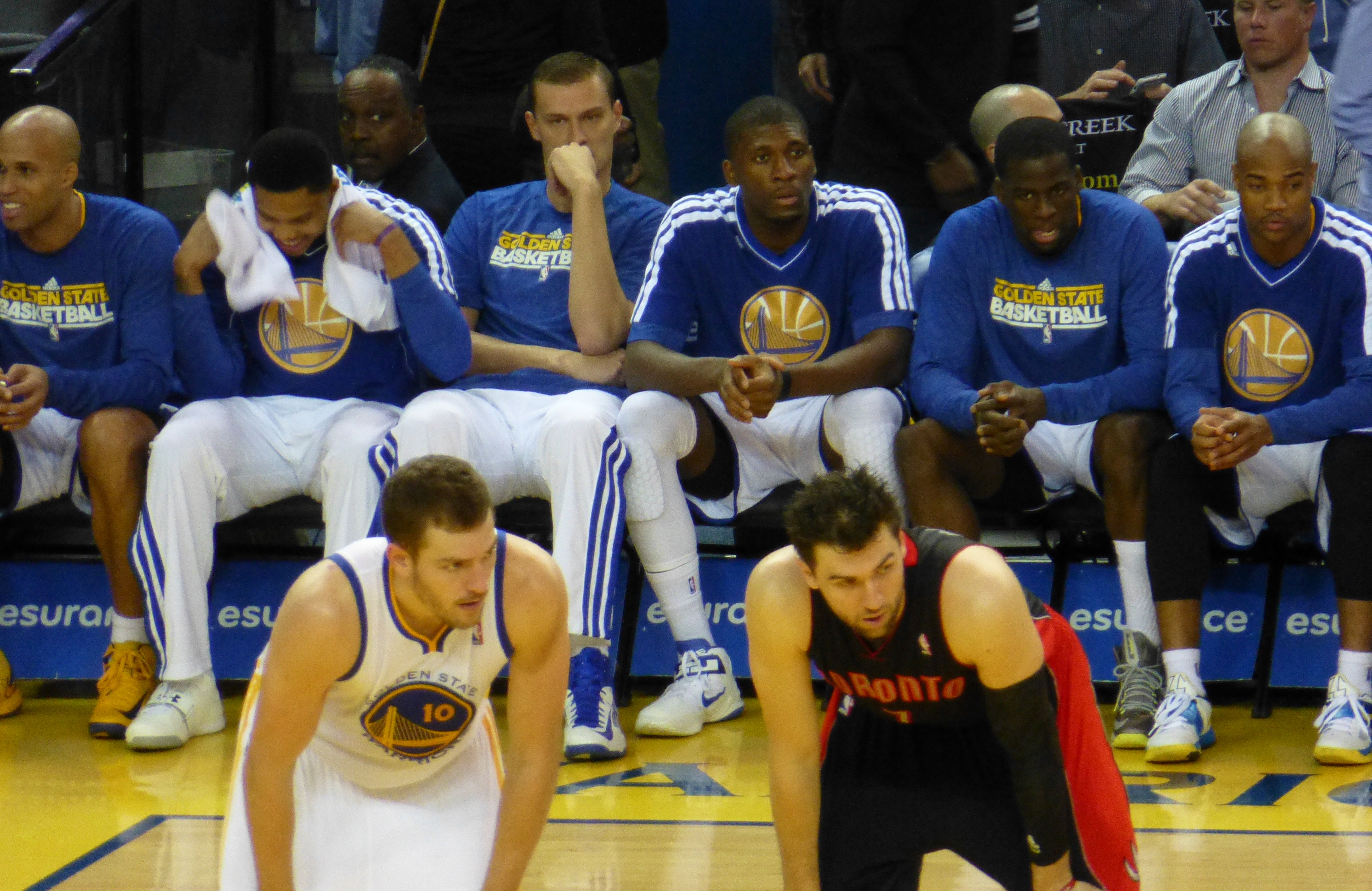
David Lee (sinistra) con Andrea Bargnani (destra)

David si dimostra un giocatore importante per la squadra californiana, tranne l'ultimo anno dove gioca solo 49 partite in RS, di cui solo 4 da titolare, a causa di un infortunio che lo costrinse a saltare 24 delle ultime 25 partite (gli altri anni, secondo e quarto esclusi in cui ne giocò rispettivamente 57 e 69, giocò oltre 70 partite), perdendo così il posto da titolare in favore di Draymond Green; ciononostante lui alla fine dell'anno si laurea campione andando comunque a giocare 13 partite nei play-off.

#### Boston Celtics (2015-2016)
Il 27 luglio 2015 viene ceduto ai Boston Celtics in cambio di Gerald Wallace e Chris Babb.

A Boston trova poco spazio, quindi il 19 febbraio 2016 viene tagliato dai Celtics.

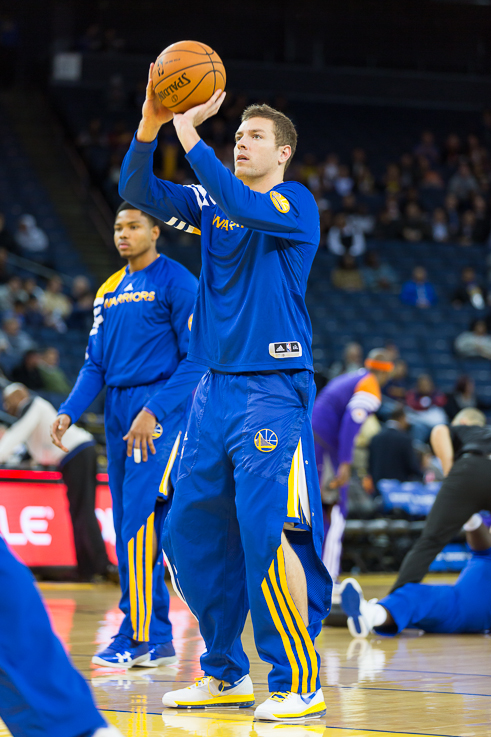
Davide Lee in allenamento con l'uniforme dei Golden State Warriors.

#### Dallas Mavericks (2016)
Il 22 febbraio 2016 firma con i Dallas Mavericks. Con i Mavericks Lee disputa 25 partite in stagione regolare e 2 nei playoffs.
Il 26 marzo 2016 torna a giocare per la prima volta alla Oracle Arena contro i Golden State Warriors. Di conseguenza Lee ha finalmente l'occasione per ritirare l'anello vinto l'anno precedente. Prima della partita il suo ex-compagno di squadra Draymond Green ha elogiato pubblicamente Lee per quello che ha fatto per la franchigia. Alla fine stagione la franchigia del Texas arriva sesta nella Western Conference con un record di 42-40 e nei playoffs si scontrano con gli Oklahoma City Thunder arrivati terzi a ovest; tuttavia OKC prevale nella serie con un netto 4-1 sui Mavs.
Alla fine della stagione Lee non rinnova il proprio contratto con i Dallas Mavericks rimanendo free agent.

#### San Antonio Spurs e ritiro (2016-2017)
Il 2 agosto 2016 firma un biennale coi San Antonio Spurs a 3,2 milioni di dollari (il secondo anno prevede l'opzione per il giocatore), tornando così a giocare in una franchigia del Texas.
Il suo ruolo negli speroni è quello di riserva del pluriall-star LaMarcus Aldridge.
Esordisce in regular season con la franchigia texana nella prima partita della stagione, vinta contro i Golden State Warriors (sua ex-squadra) per 129-100. Lee ha mise a referto 6 punti, 6 rimbalzi e 2 assist. Si rivelò subito un'ottima presenza per gli Spurs dalla panchina come riserva di LaMarcus Aldridge. In gennaio, a causa di un infortunio accorso a Pau Gasol, Lee partì come centro titolare della squadra. Il 25 gennaio 2017 nella partita giocata in trasferta contro i Toronto Raptors e vinta dagli speroni per 108-106 Lee segnò 11 punti; in quella gara Lee giocò da centro.
Alla fine della stagione ha declinato la player option rimanendo free agent tentando di prendere un ingaggio migliore rispetto a quello percepito con gli speroni.
In estate non riesce a trovare squadra e il 19 novembre 2017 annuncia il proprio ritiro dal basket con un post sul suo profilo Instagram.

## Statistiche
| † | Denota le stagioni in cui ha vinto il titolo |

### NCAA
| Anno      | Squadra        | PG  | PT | MP   | TC%  | 3P% | TL%  | RP  | AP  | PRP | SP  | PP   |
| --------- | -------------- | --- | -- | ---- | ---- | --- | ---- | --- | --- | --- | --- | ---- |
| 2001-2002 | Florida Gators | 31  | -  | 18,0 | 57,9 | -   | 54,9 | 4,7 | 1,0 | 0,6 | 0,7 | 7,0  |
| 2002-2003 | Florida Gators | 33  | 33 | 26,2 | 64,8 | -   | 62,4 | 6,8 | 1,8 | 0,7 | 1,6 | 11,2 |
| 2003-2004 | Florida Gators | 31  | 31 | 26,7 | 58,6 | 0,0 | 77,2 | 6,7 | 2,7 | 1,1 | 0,5 | 13,3 |
| 2004-2005 | Florida Gators | 32  | 32 | 28,0 | 52,5 | 0,0 | 71,4 | 9,0 | 2,2 | 1,1 | 0,8 | 13,6 |
| Carriera  | Carriera       | 127 | 96 | 25,0 | 58,1 | 0,0 | 68,1 | 6,8 | 2,0 | 0,9 | 0,9 | 11,3 |

#### Massimi in carriera
Mancano i dati riguardanti il primo anno
- Massimo di punti: 24 (3 volte)[19]
- Massimo di rimbalzi: 17 (2 volte)
- Massimo di assist: 6 vs Vanderbilt (13 marzo 2004)
- Massimo di palle rubate: 5 vs Georgia Southern (19 dicembre 2004)
- Massimo di stoppate: 4 (3 volte)
- Massimo di minuti giocati: 35 (2 volte)

### NBA

#### Regular season
| Anno       | Squadra           | PG  | PT  | MP   | TC%  | 3P%  | TL%  | RP   | AP  | PRP | SP  | PP   |
| ---------- | ----------------- | --- | --- | ---- | ---- | ---- | ---- | ---- | --- | --- | --- | ---- |
| 2005-2006  | N.Y. Knicks       | 67  | 14  | 16,9 | 59,6 | -    | 57,7 | 4,5  | 0,6 | 0,4 | 0,3 | 5,1  |
| 2006-2007  | N.Y. Knicks       | 58  | 12  | 29,8 | 60,0 | -    | 81,5 | 10,4 | 1,8 | 0,8 | 0,4 | 10,7 |
| 2007-2008  | N.Y. Knicks       | 81  | 29  | 29,1 | 55,2 | 0,0  | 81,9 | 8,9  | 1,2 | 0,7 | 0,4 | 10,8 |
| 2008-2009  | N.Y. Knicks       | 81  | 74  | 34,9 | 54,9 | 0,0  | 75,5 | 11,7 | 2,1 | 1,0 | 0,3 | 16,0 |
| 2009-2010  | N.Y. Knicks       | 81  | 81  | 37,3 | 54,5 | 0,0  | 81,2 | 11,7 | 3,6 | 1,0 | 0,5 | 20,2 |
| 2010-2011  | G.S. Warriors     | 73  | 73  | 36,1 | 50,7 | 33,3 | 78,7 | 9,8  | 3,2 | 1,0 | 0,4 | 16,5 |
| 2011-2012  | G.S. Warriors     | 57  | 57  | 37,2 | 50,3 | 0,0  | 78,2 | 9,6  | 2,8 | 0,9 | 0,4 | 20,1 |
| 2012-2013  | G.S. Warriors     | 79  | 79  | 36,8 | 51,9 | 0,0  | 79,7 | 11,2 | 3,5 | 0,8 | 0,3 | 18,5 |
| 2013-2014  | G.S. Warriors     | 69  | 67  | 33,2 | 52,3 | 0,0  | 78,0 | 9,3  | 2,1 | 0,7 | 0,4 | 18,2 |
| 2014-2015† | G.S. Warriors     | 49  | 4   | 18,4 | 51,1 | 0,0  | 65,4 | 5,2  | 1,7 | 0,6 | 0,5 | 7,9  |
| 2015-2016  | Boston Celtics    | 30  | 4   | 15,7 | 45,3 | 0,0  | 78,4 | 4,3  | 1,8 | 0,4 | 0,4 | 7,1  |
| 2015-2016  | Dallas Mavericks  | 25  | 1   | 17,3 | 63,6 | -    | 73,8 | 7,0  | 1,2 | 0,4 | 0,6 | 8,5  |
| 2016-2017  | San Antonio Spurs | 79  | 10  | 18,7 | 59,0 | -    | 70,8 | 5,6  | 1,6 | 0,4 | 0,5 | 7,3  |
| Carriera   | Carriera          | 829 | 505 | 29,3 | 53,5 | 3,4  | 77,2 | 8,8  | 2,2 | 0,8 | 0,4 | 13,5 |
| All-Star   | All-Star          | 2   | 0   | 13,0 | 71,4 | -    | -    | 2,0  | 0,5 | 1,0 | 0,0 | 5,0  |

#### Play-off
| Anno     | Squadra           | PG | PT | MP   | TC%  | 3P% | TL%  | RP  | AP  | PRP | SP  | PP   |
| -------- | ----------------- | -- | -- | ---- | ---- | --- | ---- | --- | --- | --- | --- | ---- |
| 2013     | G.S. Warriors     | 6  | 1  | 10,8 | 39,4 | -   | 66,7 | 4,7 | 0,8 | 0,5 | 0,2 | 5,0  |
| 2014     | G.S. Warriors     | 7  | 7  | 31,0 | 53,2 | -   | 78,9 | 9,1 | 2,6 | 0,6 | 0,0 | 13,9 |
| 2015†    | G.S. Warriors     | 13 | 0  | 8,2  | 40,0 | -   | 53,3 | 2,6 | 0,6 | 0,2 | 0,2 | 3,1  |
| 2016     | Dallas Mavericks  | 2  | 0  | 16,5 | 75,0 | -   | -    | 3,0 | 0,5 | 0,0 | 0,0 | 6,0  |
| 2017     | San Antonio Spurs | 15 | 4  | 16,3 | 52,1 | 0,0 | 64,7 | 3,8 | 0,7 | 0,3 | 0,3 | 4,1  |
| Carriera | Carriera          | 43 | 12 | 15,5 | 49,0 | 0,0 | 66,7 | 4,4 | 1,0 | 0,3 | 0,2 | 5,6  |

#### Massimi in carriera
- Massimo di punti: 37 (2 volte)[20]
- Massimo di rimbalzi: 22 vs San Antonio Spurs (22 febbraio 2013)
- Massimo di assist: 11 vs Charlotte Bobcats (21 dicembre 2012)
- Massimo di palle rubate: 5 (3 volte)
- Massimo di stoppate: 4 (2 volte)
- Massimo di minuti giocati: 52 vs Phoenix Suns (2 gennaio 2006)

## Palmarès
- Campionato NBA: 1

Golden State Warriors: 2015
- McDonald's All-American Game (2001)
- Squadre All-NBA:

Third Team: 2013
- 2 volte All-Star: (2010, 2013)
- MVP della partita tra Rookie e Sophomore del 2007 nell'All-star Weekend (30 punti, 14/14 dal campo, 2/2 dalla lunetta, 11 rimbalzi)